# 中岡黙
中岡 黙（なかおか もく、1847年6月25日（弘化4年5月13日） - 1925年（大正14年）12月8日）は、日本の陸軍軍人。最終階級は陸軍少将。

## 経歴
岡山藩士・中岡栄左衛門の四男として生まれる。明治5年（1872年）5月、陸軍教導団に入る。1874年（明治7年）10月、少尉試補に任官し、翌月、東京鎮台付となる。1875年（明治8年）1月、陸軍少尉に昇進し東京鎮台幕僚参謀に就任。1876年（明治9年）7月、熊本鎮台幕僚参謀に転じ、同年10月の神風連の乱で戦傷を受けた。1877年（明治10年）2月、西南戦争に出征。同年12月、陸軍卿官房に配属。
1878年（明治11年）12月、中部監軍部幕僚参謀に就任し、陸軍士官学校生徒隊付、参謀本部第2局員、同第1局員、監軍部参謀、同副官を歴任。1889年（明治22年）11月、陸軍少佐に昇進。
1892年（明治25年）11月、監軍部参謀に就任し、歩兵第10連隊大隊長、対馬警備隊司令官を歴任。1894年（明治27年）11月、陸軍中佐に進級。1896年（明治29年）5月、東京防禦総督部副官に転じ、歩兵第44連隊長に移り、1897年（明治30年）10月、陸軍大佐に昇進した。
1898年（明治31年）2月、陸軍省人事課長に就任し、1900年（明治33年）5月、人事局長に移り、同年7月、陸軍少将に進んだ。1905年（明治38年）9月5日、後備役に編入。
1925年12月8日卒去。行年77歳。墓所は青山霊園1-ロ8-28。

## 栄典
位階
- 1891年（明治24年）12月28日 - 従六位[2]
- 1897年（明治30年）10月30日 - 従五位[3]
- 1900年（明治33年）11月10日 - 正五位[4]
- 1905年（明治38年）9月11日 - 従四位[5]

勲章等
- 1885年（明治18年）4月7日 - 勲五等双光旭日章[6]
- 1889年（明治22年）11月29日 - 大日本帝国憲法発布記念章[7]
- 1893年（明治26年）5月26日 - 勲四等瑞宝章[8]
- 1896年（明治29年）2月10日 - 勲三等旭日中綬章[9]
- 1901年（明治34年）12月27日 - 勲二等瑞宝章[10]
- 1902年（明治35年）5月10日 - 明治三十三年従軍記章[11]
- 1906年（明治39年）4月1日 - 旭日重光章・功三級金鵄勲章・明治三十七八年従軍記章[12]

## 親族
- 長男 中岡弥高（陸軍中将）
- 娘婿 猪狩亮介（陸軍中将）

## 伝記
- 長谷井千代松編『中岡少将小伝』非売品、1927年。